# Paphiopedilum micranthum
Paphiopedilum micranthum är en orkidéart som beskrevs av Tang och Fa Tsuan Wang. Paphiopedilum micranthum ingår i släktet Paphiopedilum och familjen orkidéer. Inga underarter finns listade i Catalogue of Life.

## Bildgalleri

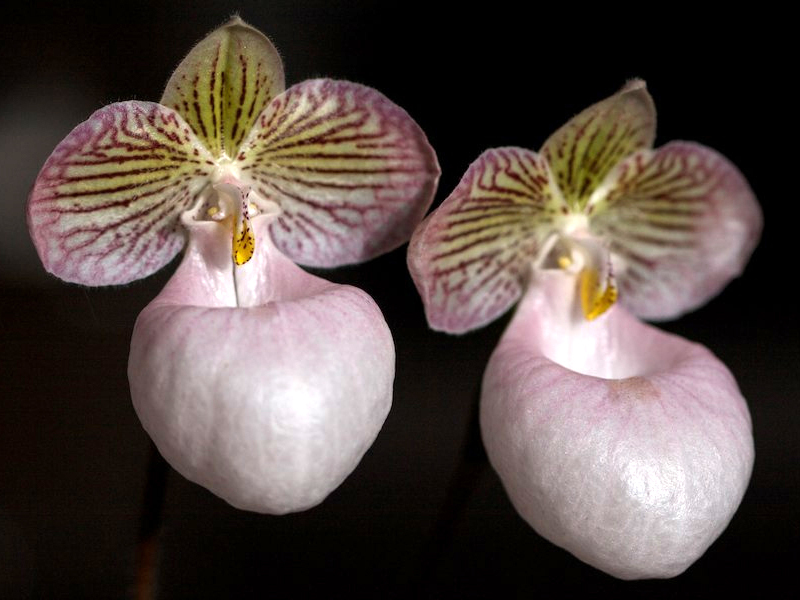
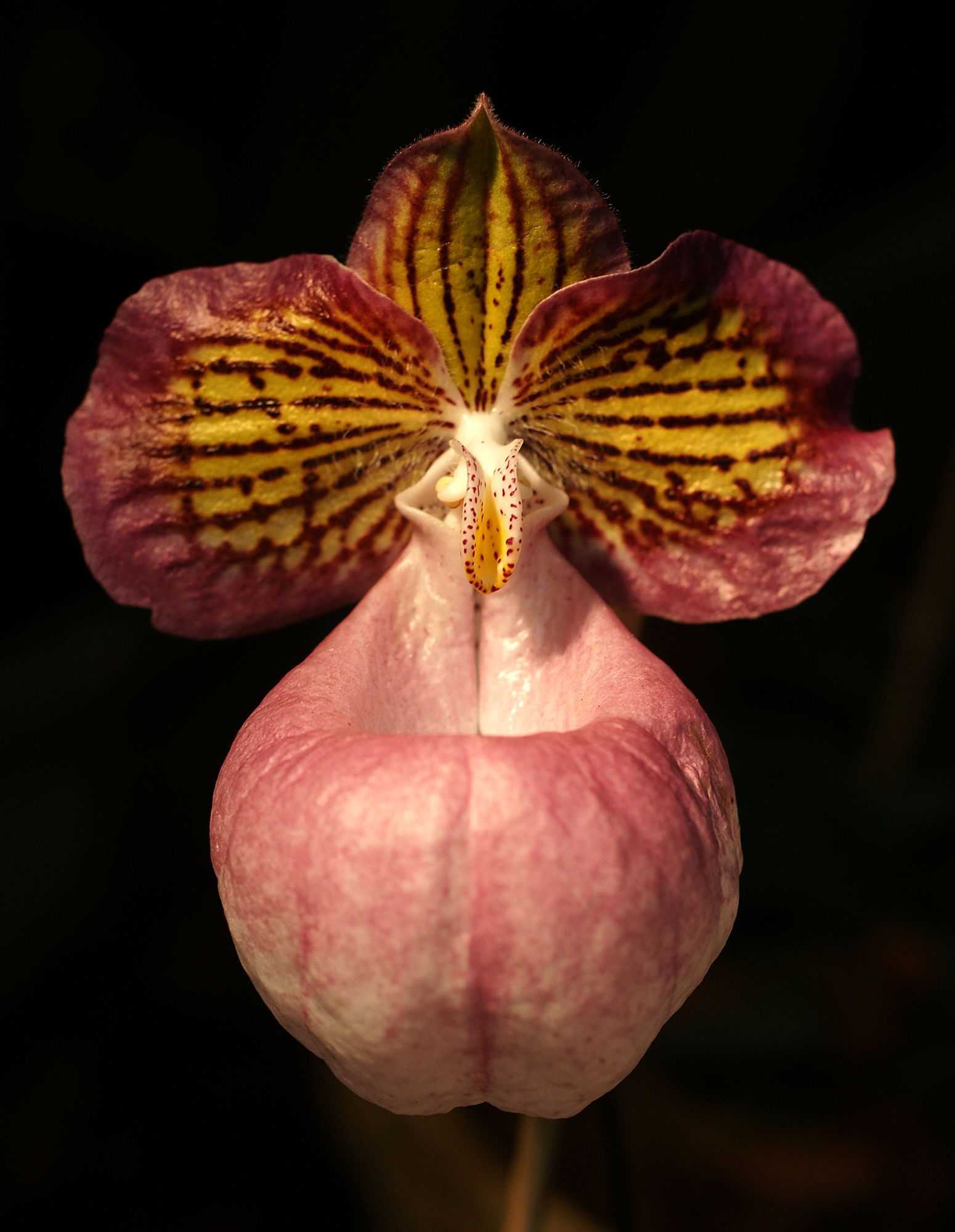
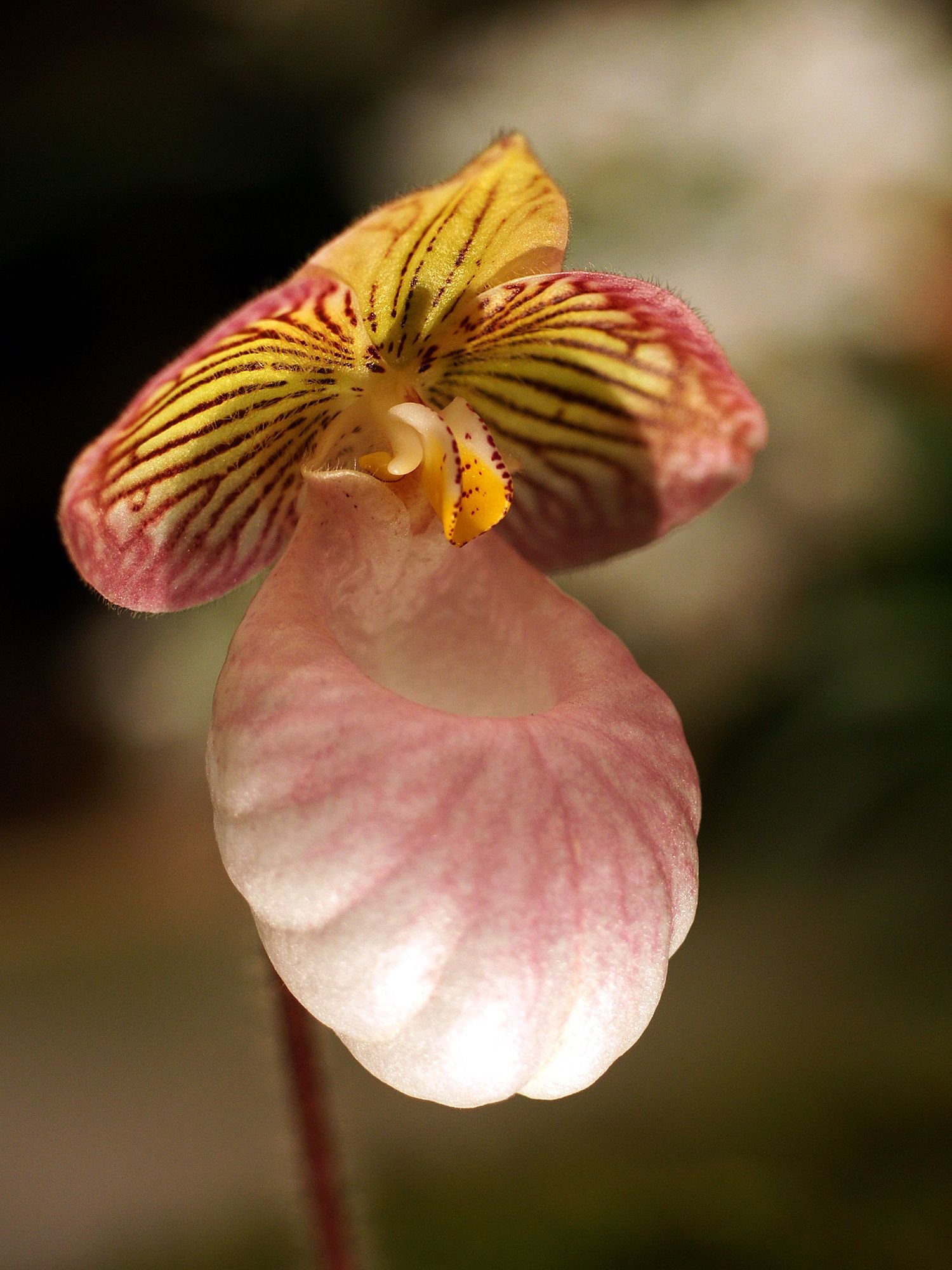